# Dirk Beliën

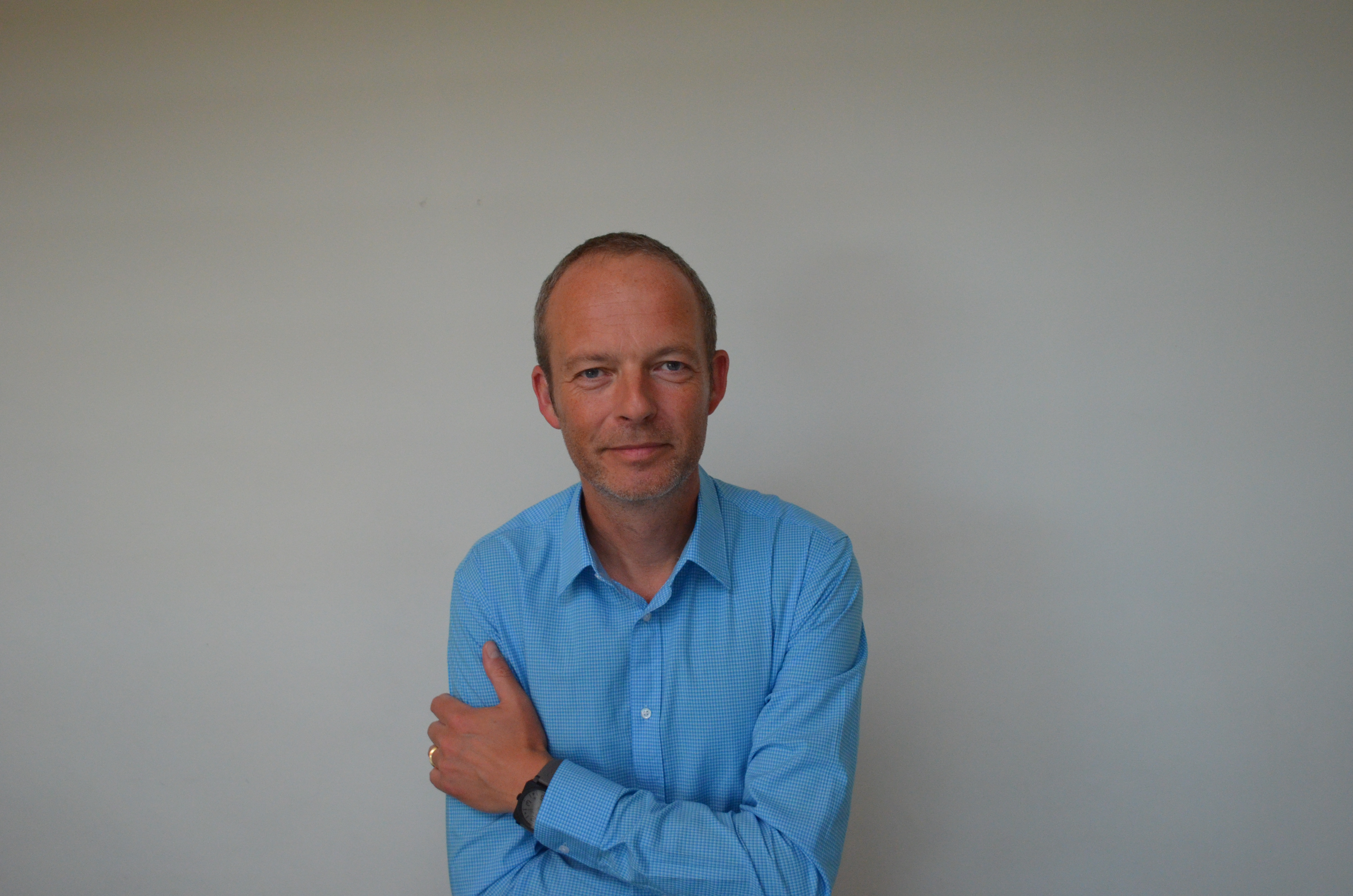
Dirk Beliën 2013

Dirk Beliën (* 6. August 1963 in Antwerpen) ist ein belgischer Filmregisseur.

## Leben
Dirk Beliën studierte ursprünglich Rechtswissenschaften an der Universität Antwerpen, brach diesen Studiengang jedoch ab, um am Royal Institute for Theatre, Cinema and Sound (RITS) der Erasmushogeschool Brussel weiterzustudieren. Nach seinem Abschluss 1993 begann er als Werbetexter zu arbeiten.
Daneben begann er Drehbücher zu verfassen. Mit dem Drehbuch zum Weihnachtsfilm Jingle Bells gewann er einen Drehbuchwettbewerb der Vlaamse Radio- en Televisieomroeporganisatie (VRT). Als Hauptpreis durfte er einen Workshop von Robert McKee besuchen.
Anschließend drehte er Jingle Bells nach seinem Skript, benötigte jedoch drei Jahre für die Finanzierung. 1997 erschien Straffe koffie, sein zweiter Kurzfilm. Mit seinem dritten Kurzfilm Wintereinbruch (2001) wurde er bei der Oscarverleihung 2003 für den besten Kurzfilm nominiert.
2004 erschien mit De zusjes Kriegel sein erster Langfilm.

## Filmografie
- 1996: Jingle Bells (Kurzfilm)
- 1997: Straffe koffie (Kurzfilm)
- 2001: Wintereinbruch (Kurzfilm)
- 2004: De zusjes Kriegel